# Lucia Piussi
Lucia Piussi (ur. 21 października 1971 w Bratysławie) – słowacka piosenkarka i aktorka. Przez wiele lat była związana z bratysławskim teatrem Stoka. Liderka grupy Živé kvety.
Ukończyła scenarystykę w Wyższej Szkole Sztuk Scenicznych w Bratysławie. Od 1991 r. występowała w niezależnym teatrze Stoka, gdzie grała w osiemnastu przedstawieniach. W 1994 r., wraz z Veroniką Wiedermannovą i Petrem Bálikiem, założyła grupę Živé kvety, gdzie śpiewa, gra i jest autorką wszystkich tekstów.

## Dyskografia
- Nové poschodia, Slnko records 2016
- Oľga, ideš svojím tempom!, Slnko records 2012
- Spúšť, Slnko records 2010
- Zlaté časy, Slnko records 2009
- 12 + 1, Slnko records 2008
- Bez konca, Živé kvety, Slnko records 2007
- Sloboda, Živé kvety, Slnko records 2005
- Na mojej ulici, Živé kvety, Slnko records 2004
- V dobrom aj v zlom, Živé kvety, Pavian records 2003
- Živé kvety, Živé kvety, Mediálny inštitút 2000

## Teatr
- Strata (Multimediálna grcanica), premiera 21. 12. 2004
- Gala (Kto rozjebal Betlehem), premiera 9. 6. 2003
- Bol-a som nevinn -ý -á, I Was Innocent, premiera 1. 9. 2002
- Komisia, premiera 12. 4. 2002
- Z diaľky, premiera 17. 12. 1999
- Hetstato (Hystericko-zúfalý výkrik šialenstva), premiera 17. 9. 1999
- Prepad (Estráda), premiera 31. 12. 1998
- Dno (Óda na McWorld), premiera 19. 12. 1998
- Tváre, premiera 19. 12. 1997
- Monodrámy, premiera 29. 11. 1997
- Nox (Kto uhádne meno berného úradníka), premiera 10. 2. 1995
- Eo ipso, premiera 4. 3. 1994
- Nikto, len čajka si omočí nohy v mojich slzách, premiera 29. 5. 1993
- Donárium (Metamorfóza premien), premiera 19. 12. 1992
- Vres (Optimistická), premiera 10. 10. 1992
- Slepá baba (inscenácia aj pre deti), premiera 3. 4. 1992
- Dyp inaf (Heavy mental), premiera 6. 12. 1991
- Impasse (Sentimental journey), premiera 22. 6. 1991